# Geotria
Geotria ist eine Neunaugengattung, die gemäßigte und kalte Zonen der südlichen Hemisphäre der Erde bewohnt. Sie wurde küstennah im südlichen Atlantik, im Indischen Ozean, im südlichen Pazifik und in Flüssen des südlichen Australien, Tasmaniens, Neuseelands, Chiles, Argentiniens, der Falklandinseln und Südgeorgiens nachgewiesen.

## Merkmale
Geotria wird normalerweise 45 bis 50 cm lang. Die größte nachgewiesene Länge beträgt 62 cm. Die Art hat, wie alle Neunaugen, einen aalartigen, langgestreckten Körper. Bei geschlechtsreifen Tieren kann man zwei deutlich voneinander getrennte Rückenflossen unterscheiden, während Jungtiere eine durchgehende Rückenflosse besitzen. Rücken- und Schwanzflosse noch nicht geschlechtsreifer Tiere sind getrennt. Bei allen anderen Neunaugenarten sind Rücken- und Schwanzflosse zusammengewachsen. 
Die Zähne von Geotria sind spatenförmig, bei allen anderen Neunaugenarten sind sie zugespitzt oder abgerundet. Die Mundscheibe besitzt zwei große, zentral angeordnete Zähne und zwei seitlich angeordnete Zahnreihen. Männliche Geotria entwickeln in der Fortpflanzungszeit einen ausgeprägten weißlich gefärbten Kehlsack.
Geotria australis ist zeitweise ein Pentachromat, kann also fünf unterschiedliche Grundfarben wahrnehmen. Die Farbsehfähigkeit ändert sich im Laufe des Lebens, wahrscheinlich in Abhängigkeit von der jeweiligen Umgebung.

## Lebensweise
Geotria-Arten leben die ersten vier Jahre als Querder im schlammigen Boden von Flüssen. Nach der Metamorphose zum ausgewachsenen Neunauge wandern die Tiere flussabwärts ins Meer und leben dort für eine unbekannte Zeit als Fischparasiten. Zur Fortpflanzung wandert Geotria bis zu 60 km die Flüsse und Bäche hinauf. Die Wanderung kann bis zu 16 Monate dauern. Während dieser Zeit fressen die Tiere nicht. Sie wandern bei bedecktem Himmel, in regnerischen Nächten oder während des Neumonds, meist bei Wassertemperaturen von 12,0 bis 14,5 °C. Um Hindernisse zu überwinden, verlassen sie auch das Wasser und schlängeln sich über kurze Strecken über Land. Nach dem Ablaichen sterben die Tiere.

## Systematik
Die Gattung Geotria wurde im Jahr 1851 durch den britischen Zoologen John Edward Gray in der Erstbeschreibung von Geotria australis eingeführt. Sie war lange monotypisch mit Geotria australis als einziger Art. Im Juni 2020 wurde Geotria macrostoma revalidiert, womit Geotria aus zwei Arten besteht.
- Geotria australis, Indischer Ozean, südlicher Pazifik und in Flüssen des südlichen Australiens, Tasmaniens, Neuseelands und Chiles
- Geotria macrostoma, südlicher Atlantik und in Flüssen Argentiniens, der Falklandinseln und Südgeorgiens